# Gregoriu-Petru Maior
Gregoriu-Petru Maior (n. 18 februarie 1920) este un deputat român în legislatura 1990-1992, ales în județul Sibiu pe listele partidului PNTCD.